# Symfonie in F (Holst)
Symfonie in F "The Cotswolds" is de enige instrumentale symfonie die Gustav Holst tijdens zijn leven schreef. Holst voltooide het op 24 juli 1900 in Skegness, terwijl hij nog trombonist was. In 1924 voltooide hij nog wel een koorsymfonie (First choral symphony), maar dat was het dan in het genre symfonie. Normaliter is te verwachten dat een symfonie een groots onthaal kreeg. Dat was bij dit werk niet het geval. Dan Godfrey gaf de eerste uitvoering van dat werk en wel op 24 april 1902 met zijn in 1893 opgerichte Bournemouth Municipal Orchestra, de voorloper van het Bournemouth Symphony Orchestra. De repetities gingen niet van een leien dak, er zaten nogal veel fouten in de partituur. Holst was toen net leerling af. Later werd het geheel overschaduwd door Holsts suite The Planets. Het verschil in populariteit is terug te vinden in de beperkte discografie die deze symfonie in 2013 heeft tegenover de massa’s uitgaven van The Planets.
De symfonie is het eerste orkestrale werk, dat Holst van zichzelf terug hoorde.
Het werk kent de traditionele vierdelige opzet van een symfonie: 
1. Allegro con brio
2. Elegy (In mermoriam William Morris): Molto adagio
3. Scherzo
4. Finale: Allegro moderato

Holst schreef zijn werk voor:
- 2 dwarsfluiten (II ook piccolo), 2 hobo’s (II ook althobo), 2 klarinetten, 2 fagotten
- 4 hoorns, 3 trompetten, 3 trombones, 1 tuba
- pauken, percussie (bekkens en triangel)
- violen, altviolen, celli, contrabassen

## Discografie
- Uitgave Naxos: Ulster Orchestra o.l.v. JoAnn Falletta (2011)
- Uitgave Classico: Münchner Symphoniker o.l.v. Douglas Bostock